# Ecnomus lanceolatus
Ecnomus lanceolatus är en nattsländeart som beskrevs av Francois-Marie Gibon 1992. Ecnomus lanceolatus ingår i släktet Ecnomus och familjen trattnattsländor. Inga underarter finns listade i Catalogue of Life.